# Antagonista nicotínico
En farmacología, un antagonista nicotínico o antinicotínico es un tipo de agente anticolinérgico cuya acción inhibe a los receptores nicotínicos. Estos compuestos son usados principalmente en cirugía para la parálisis de los músculos periféricos, mientras que otros compuestos que actúan a nivel del sistema nervioso central son usados para el tratamiento de la drogodependencia.

## Tipos y uso clínico
| Mecanismo                                                     | Antagonista                             | Receptor preferido                            | Uso clínico                                                                    |
| ------------------------------------------------------------- | --------------------------------------- | --------------------------------------------- | ------------------------------------------------------------------------------ |
| Agentes bloqueantes ganglionares                              | Hexametonium                            | Receptor de tipo ganglio autonómico           | Ninguno                                                                        |
| Agentes bloqueantes ganglionares                              | Mecamilamina                            | Receptor de tipo ganglio autonómico           | Potencialmente útil en abandonar el hábito tabáquico                           |
| Agentes bloqueantes ganglionares                              | Trimetafan                              | Receptor de tipo ganglio autonómico           | Rara vez usado para bajar la presión arterial durante una operación            |
| Agentes bloqueantes neuromusculares no-despolarizantes        | Atracurio                               | Receptor nicotínico de la unión neuromuscular | Relajante muscular en anestesia                                                |
| Agentes bloqueantes neuromusculares no-despolarizantes        | Doxacurio                               | Receptor nicotínico de la unión neuromuscular | Relajante muscular no despolarizante                                           |
| Agentes bloqueantes neuromusculares no-despolarizantes        | Mivacurio                               | Receptor nicotínico de la unión neuromuscular |                                                                                |
| Agentes bloqueantes neuromusculares no-despolarizantes        | Pancuronio                              | Receptor nicotínico de la unión neuromuscular | Bloqueador (relajante) muscular de larga duración usado en anestesia           |
| Agentes bloqueantes neuromusculares no-despolarizantes        | Tubocurarina                            | Receptor nicotínico de la unión neuromuscular | Rara vez usado                                                                 |
| Agentes bloqueantes neuromusculares no-despolarizantes        | Vecuronio                               | Receptor nicotínico de la unión neuromuscular | Relajante muscular en anestesia                                                |
| Agentes bloqueantes de la placa neuromuscular despolarizantes | Cloruro de suxametonio (Succinilcolina) | Receptor nicotínico de la unión neuromuscular | Bloqueador (relajante) muscular usado en la intubación traqueal de emergencia. |
| Antagonistas nicotínicos de acción central                    | 18-Metoxicoronaridina                   | α3β4                                          |                                                                                |
| Antagonistas nicotínicos de acción central                    | Mecamilamina                            | α3β4                                          | Tratamiento del tabaquismo                                                     |